# Вигрівач Дмитро Володимирович
Дмитро́ Володи́мирович Вигрівач (? — 2022) — молодший сержант Збройних сил України; учасник російсько-української війни.

## Життєпис
У мирний час проживав у Браїлові.
Брав участь у війні на сході України у 2014—2015 рр. в складі 308-го окремого інженерно-технічного батальйону. Разом з побратимами — Олександром Острожнюком й Михайлом Павловським — на лінії вогню підірвав злітну смугу в розташуванні терористів, аби не дати можливості висадитись російському десанту. Для цього вони добровольцями на трьох машинах з причепами, в яких була вибухівка, на великій швидкості увірвались на злітну смугу, відчепили причепи та рвучко повернулись назад, дистанційно її згодом підірвавши. Із завдання повернулися всі, втративши одиницю бойової техніки.
З початком повномасштабного вторгнення на територію України, 24 лютого 2022 року знову пішов на захист нашої країни, а левах територіальної оборони Жмеринщини. З липня проходить навчання в складі 2-го взводу вогневої підтримки 79-ї окремої десантно-штурмової бригади. З серпня разом з побратимами був направлений на територію Донецької області. Де перший час доставляв все необхідне для виконання завдань, вивозив поранених на вбитих побратимів. Після 14 жовтня назначений командиром протитанкового взводу вогневої підтримки 2-го аеромобільного батальйону 79 ОДШБр.
Загинув час виконання бойового завдання 24 жовтня 2022 року.

## Особисте життя
Був одружений. Мав доньку і сина.

## Нагороди
- Орден «За мужність» III ступеня (3.11.2015) — за особисту мужність і високий професіоналізм, виявлені у захисті державного суверенітету та територіальної цілісності України, вірність військовій присязі[3]
- Орден «За мужність» II ступеня (18.07.2023) — За особисту мужність, виявлену у захисті державного суверенітету та територіальної цілісності України, самовіддане виконання військового обов'язку.[4]